# República Popular da Mongólia
A Mongólia (Mongólia: Монгол Улс ; Mongol Uls), também conhecida como Mongólia Exterior, oficialmente a República Popular da Mongólia (mongol: Бугд Найрамдах Монгол Ард лс, БНМАУ) foi um Estado socialista na Ásia Central, que existiu entre 1924 a 1992, dando lugar ao atual estado da Mongólia, em 1992. Foi governado pelo Partido Revolucionário do Povo da Mongólia e manteve vínculos estreitos com a União Soviética ao longo de sua história.
Em 1924, a República Popular da Mongólia foi declarada e a política mongol começou a seguir os mesmos padrões da política soviética da época. Após o colapso dos regimes comunistas na Europa Oriental no final de 1989, a Mongólia viu a sua própria Revolução Democrática no início de 1990, que levou a um sistema multipartidário, uma nova constituição em 1992, e - em bruto - a transição para uma economia de mercado.
Geograficamente, foi limitado pela República Popular da China (RPC) ao sul, à União das Repúblicas Socialistas Soviéticas (URSS) ao seu norte.

## História

#### Antecedentes
De 1691 a 1911, a Mongólia Exterior foi governada pela dinastia Qing. Na primeira década do Século XX, o governo Qing começou a implementar as chamadas Políticas Novas, visando uma maior integração da Mongólia Exterior. Perturbados com a perspectiva da colonização semelhante aos desenvolvimentos na Mongólia Interior, durante o Século XIX, a nobreza da Mongólia se voltou para o apoio do Império Russo.
Em agosto de 1911, uma delegação Mongol foi para São Petersburgo e obteve a promessa de suporte limitado. Quando eles retornaram, a Revolução Xinhai que eventualmente levou ao colapso da dinastia Qing começou.
Em 29 de dezembro de 1911, Jeptsundamba Khutughtu foi declarado governante da Mongólia Autonôma e assumiu o título Bogd Khan. Khuree, como a sede do Jebtsundamba Khutugtu, foi a escolha lógica para a capital do novo estado.
As tentativas de incluir a Mongólia Interior ao novo estado falharam por diversas razões, incluindo a fraqueza militar dos mongóis interiores para alcançar a sua independência, a falta de auxílio russo a estes (A Rússia estava presa em assuntos da Mongólia Interior por tratados secretos com o Japão), e a falta de apoio de uma parte dos nobres e do alto clero da Mongólia Interior. No Acordo de Kyakhta em 1915, a China, Rússia e Mongólia concordaram sobre o estatuto da Mongólia como uma região autônoma sob a soberania chinesa.

#### Revolução nas Estepes
Em 1919, Khuree foi ocupada pelas tropas do caudilho chinês Xu Shuzheng, que prendeu o Bogd Khan e forçou aos nobres mongóis e clérigos a renunciarem a autonomia completamente.
Durante a ocupação chinesa foi fundado o Partido Popular da Mongólia Revolucionárias (MPRP), que procurou a ajuda da Rússia Soviética (surgida após a Revolução Russa) para lutar contra os chineses. 
Em 4 de fevereiro de 1921, uma força mista entre os russos e mongóis - liderada pelo membro do Exército Branco, Roman Ungern von Sternberg - capturou a capital mongol, liberando o Bogd Khan da prisão chinesa e matando uma parte da guarnição chinesa. A captura de Urga pelo barão do Exército Branco foi seguida por um domínio de pequenas gangues na Mongólia formada por soldados chineses desmoralizados e, ao mesmo tempo, saques e assassinatos de estrangeiros, incluindo um pogrom vicioso que matou parte da comunidade judaica. 
Em 22 de fevereiro de 1921, Bogd Khan foi mais uma vez elevado ao grão-cã da Mongólia, em Urga. No entanto, ao mesmo tempo que o barão foi assumindo o controle de Urga, a força comunista mongol, liderada por Damdin Sükhbaatar, estava se formando na Rússia Soviética, e em março eles cruzaram a fronteira. Ungern e seus homens avançaram em maio para atender as tropas comunistas mongóis e russas, mas sofreu uma derrota desastrosa em junho. Em julho, o exército comunista soviético-mongol tornou-se a segunda força de conquista em seis meses a entrar em Urga. A Mongólia foi para o controle da Rússia Soviética.
O MPRP formou um novo governo, mas nominalmente foi mantido o Bogd Khan como chefe de Estado. Depois da morte deste último foi proclamada oficialmente a República Popular da Mongólia em 26 de novembro de 1924.
Em 29 de outubro de 1924, a capital foi renomeada para Ulaanbaatar (em mongol: "herói vermelho"), pelo conselho de T. R.  Ryskulov, o representante soviético na Mongólia.

#### Consolidação da República Popular da Mongólia (1924-1939)
Entre 1925 e 1928 o novo governo tornou-se um regime estabelecido, começando com planos de coletivização da agricultura, bem como a desapropriação de terras da nobreza e do clero. Assim como a proibição total da iniciativa privada foi decretada pelo regime. A partir de 1932, a Mongólia passa a seguir as diretrizes definidas pela União das Repúblicas Socialistas Soviéticas (URSS) de planificação e elaborando um sistema de metas com duração estipulada em cinco anos, os chamados planos quinquenais, e dando ênfase ao setor energético e de indústrias pesadas, de bens de capital. Em 1936, especialmente após os invasão japonesa, a URSS direcionou tropas do Exército Vermelho em território mongol com vistas a frear o expansionismo japonês na região e proteger o regime instalado previamente.

#### Segunda Guerra Mundial (1939-1945)
Durante a Segunda Guerra Mundial, devido a uma ameaça japonesa crescente na fronteira entre a Mongólia e a Manchúria, a União Soviética inverteu o curso do socialismo mongol em favor de uma nova política econômica de construção da defesa nacional. 
Em 29 de julho de 1938, os japoneses invadiram a União Soviética e foram combatidos na Batalha do Lago Khasan. Apesar da vitória soviética, os japoneses consideraram-na um empate inconclusivo e em 11 de maio de 1939 decidiram mudar a fronteira japonesa-mongol até o rio Khalkhin Gol pela força. Após sucessos iniciais do ataque japonês à Mongólia, o Exército Vermelho infligiu a primeira derrota importante do Exército de Guangdong.
Como resultado da derrota japonesa em Khalkhin Gol, o Japão e a União Soviética assinaram em 13 de abril de 1941, um pacto de neutralidade, semelhante ao pacto germano-soviético de não-agressão. Na parte central do mesmo, se estabelecia a neutralidade das partes em caso de guerra entre elas com outro país, por um período de cinco anos. No mesmo tratado, se estabelecia a integridade territorial da Mongólia e de Manchukuo, comprometendo cada país a respeitar ambas. O Exército de Kwantung recebeu um duro golpe ao seu prestígio e o Japão abandonou a ideia de enfrentar sozinho a União Soviética sem o apoio alemão.
Depois de 1941, a economia da Mongólia foi direcionada para o apoio total na defesa da União Soviética, incluindo o fornecimento de recursos para manutenção de várias unidades militares soviéticas. O historiador russo V. Suvorov escreveu que a ajuda da Mongólia durante a guerra soviético-alemão era tão importante quanto a ajuda do Estados Unidos porque as roupas quentes eram muitas vezes decisivo para a vitória em batalhas no frio da frente oriental. Além da disponibilização de voluntários para lutarem  junto com o Exército Vermelho contra as Potências do Eixo na Europa. 
No verão de 1945, a União Soviética usou a Mongólia como uma base para lançar a Operação Tempestade de Agosto na Manchúria, um ataque bem sucedido contra os japoneses. A operação trouxe para o território mongol, 650 000 soldados soviéticos com grandes quantidades de equipamento. O Exército mongol desempenhou um papel limitado no apoio contra os japoneses no conflito, mas a sua participação deu a Josef Stalin (líder soviético) os meios para forçar a China a aceitar a independência da Mongólia.

#### Reconhecimento Internacional (1945)
A Conferência de Yalta de fevereiro de 1945 definiu a entrada da União Soviética na Guerra do Pacífico contra o Japão. Uma das condições soviéticas de participação no conflito, apresentado em Yalta, foi que depois da guerra a Mongólia Exterior iria manter o seu "status quo". O significado preciso desse "status quo" tornou-se um ponto de discórdia nas negociações sino-soviéticas em Moscou, no verão de 1945, entre Josef Stalin e o líder nacionalista Chiang Kai-shek.
Stalin insistiu no reconhecimento por parte da República da China da independência da Mongólia Exterior, algo que já tinha de facto, mesmo mantendo-se parte da China de jure. Chiang Kai-shek resistiu à ideia, mas finalmente cedeu. No entanto, Chiang conseguiu extrair a promessa de Stalin de abster-se de apoiar o Partido Comunista da China, em parte como contrapartida dele de renunciar à Mongólia Exterior.
Assim, o Tratado Sino-Soviética garantiu a independência da Mongólia Exterior, mas também acabou com as esperanças de Khorloogiin Choibalsan de se unir a Mongólia Exterior com a Mongólia Interior, que permaneceu nas mãos de China como uma província. Neste sentido, o Tratado Sino-Soviética marcou a divisão permanente da Mongólia em República Popular da Mongólia (Mongólia Exterior) e a província da República da China (Mongólia Interior). 

#### A Mongólia e a Guerra Fria (1945-1985)
Seguro nas suas relações com Moscou, o governo da Mongólia aprovou o desenvolvimento do pós-guerra, com foco na indústria civil. A Mongólia era neste momento um dos países mais isolados no mundo, tendo quase nenhum contato com qualquer país fora a União Soviética. 
O planejamento urbano começou na década de 1950, e a maior parte da capital é hoje o resultado da construção resultante entre 1960-1985. O Transmongolian Railway, ligando Ulaanbaatar com Moscou e Pequim, foi concluído em 1956, e cinemas, teatros e museus foram também construídos. Por outro lado, a maioria dos templos e mosteiros foram destruídos na sequência dos expurgos anti-religiosos, no final dos anos 1930.
Após a guerra, os laços internacionais foram expandidos e a Mongólia teve relações estabelecidas com a Coreia do Norte e os novos estados comunistas da Europa Oriental. 
A República Popular da China (RPC) reconheceu a Mongólia em 1949, e a China renunciou todas as reivindicações territoriais na Mongólia Exterior.
Em 1952, Choibalsan morreu em Moscou, onde ele havia sido submetido a tratamento para câncer. Ele foi sucedido como primeiro-ministro por Yumjaagiin Tsedenbal. Ao contrário de seu predecessor, Tsedenbal estava animado com a inclusão da Mongólia como uma República Socialista integrante da União Soviética. No entanto, a ideia encontrou forte oposição de outros membros do Partido Comunista e foi abandonada.
Nos anos 1950, as relações entre a China e a Mongólia melhoraram consideravelmente. A RPC forneceu apoio financeiro necessário para a construção de indústrias inteiras em blocos de Ulaanbaatar e apartamentos. Milhares de trabalhadores chineses envolvidos nesses projetos ficaram na Mongólia até 1962, quando a China pressionou os mongóis a romperem com Moscou no momento do agravamento das relações sino-soviética.
Após o início da disputa Sino-Soviética, Mongólia hesitou brevemente, mas logo assumiu uma posição pró-soviético, sendo um dos primeiros países socialistas a adotar a posição soviética na luta com a China.
A escalada militar na fronteira entre a China e a Mongólia começou em 1963. Em dezembro de 1965, o Politburo da Mongólia pediu à União Soviética a instalação de tropas do Exército Vermelho na Mongólia. Em janeiro de 1966, com a visita de Leonid Brejnev à Mongólia, os dois países assinaram um tratado de assistência mútua, abrindo o caminho para a presença permanente de tropas soviéticas no país. Em fevereiro de 1967, depois de semanas de agravamento das tensões sino-soviética, Moscou aprovou oficialmente o estacionamento do 39º regimento do Exército soviético na Mongólia.
Com incentivo soviético, a Mongólia aumentou sua participação nos espaços internacionais comunistas - organizações e conferências internacionais patrocinadas. Em 1955, a Mongólia tentou se juntar à Organização das Nações Unidas (ONU), mas o pedido foi vetado pela República da China (Taiwan). No entanto, a República Popular da Mongólia tornou-se membro da ONU em 1961, após a União Soviética intervir e garantir sua entrada.
As relações diplomáticas com os Estados Unidos da América (EUA) só foram estabelecidas após o final da Guerra Fria. 
A República Popular da Mongólia tornou-se um pomo de discórdia entre a União Soviética e a China Comunista após a ruptura sino-soviética, devido à presença de armas nucleares soviéticas no país.
No início dos anos 1980, Tsedenbal tornou-se cada vez mais autoritário e errático. Após uma série de expurgos desnecessários dentro do partido, foi expulso do cargo em agosto de 1984, sob o pretexto de "velhice e incapacidade mental". Tsedenbal retirada do apoio soviético tinha plena e retirou-se para Moscou, onde viveu até sua morte por câncer em 1991. 
Jambyn Batmönkh assumiu o cargo de Secretário-Geral e mergulhou com entusiasmo para as reformas implementadas na União Soviética por Mikhail Gorbachov.

#### Derrocada do Regime Comunista (1985-1992)
Ver artigo principal: Revolução Democrática da Mongólia
Devido à imensa influência soviética na Mongólia, as reformas de Mikhail Gorbachev de Perestroika e Glasnost também afetaram a política e a vida no país. Entre 1987 e 1991, a URSS retirou gradualmente as tropas soviéticas e sua assistência técnica e financeira, a fim de restaurar a soberania política da Mongólia. Com a queda do comunismo na Europa em 1989, imediatamente desencadeou uma série de manifestações em todo o país.
Ulaanbaatar foi o local de manifestações que levaram à transição da Mongólia para a democracia e economia de mercado em 1990. Em 10 de dezembro de 1989, manifestantes ao redor do Centro de Cultura Jovem pediam a não-implementação do Perestroika e do Glasnost em seu sentido pleno. Líderes dissidentes exigiam eleições livres e a reforma econômica. Em 14 de janeiro de 1990, os manifestantes, tendo crescido de duas centenas a mais de mil, se reuniram no Museu Lenin em Ulaanbaatar. A manifestação na Praça em 21 de janeiro seguiu. Posteriormente, as manifestações do fim de semana em janeiro e fevereiro foram realizadas acompanhadas pela formação dos primeiros partidos de oposição da Mongólia. Em 7 de março, dez dissidentes reunidos no Sükhbaatar Square iniciaram uma greve de fome. Milhares de simpatizantes se juntaram a eles. Em 8 de março, outras pessoas aderiram à manifestação, e a multidão cresceu mais indisciplinada; setenta pessoas ficaram feridas e um morto. No dia 9 de março, o Partido Popular da Mongólia renunciou ao governo. O governo provisório anunciou primeiras as eleições livres da Mongólia, que foram realizadas em julho. O Partido Popular da Mongólia ganhou a eleição e retomou o poder.
Posteriormente, a política externa e de defesa mudou profundamente, mantendo relações amistosas com a Federação Russa e a República Popular da China e colocando como uma prioridade a independência política da Mongólia e o não alinhamento a nenhum dos dois países.
A democracia foi consolidada com a vitória da oposição nas eleições legislativas de 1996. Uma nova constituição foi aprovada em 1992, instituindo o regime presidencialista de governo e garantindo a democracia o direito à propriedade privada. Além da mudança do nome do país para República da Mongólia.

### Lei
O arcabouço legal foi definido pela Constituição da República Popular da Mongólia (Mongol: Бүгд Найрамдах Монгол Ард Улсын Үндсэн Хууль) até 1992.  
Sucessivamente, existiram três versões originárias de 1924, 1940 e 1960 - respectivamente.

### Economia

#### Período Pré-Revolucionário (até 1921)
Na véspera da Revolução de 1921, a Mongólia tinha uma economia subdesenvolvida e estagnada baseada na criação de animais nômades. A agricultura e a indústria eram quase inexistentes. O transporte e as comunicações eram primitivos, os serviços bancários e o comércio estavam quase exclusivamente nas mãos dos chineses ou de outros estrangeiros. 
A maioria das pessoas eram pastoras nômades analfabetas e uma grande parte da força de trabalho masculina vivia nos mosteiros, contribuindo pouco para a economia. A Propriedade, sob a forma de gado, era principalmente de aristocratas e mosteiros. Os demais setores da economia era dominada por chineses ou por outros estrangeiros.
Com a Revolução Socialista de 1921 e instalação da República Popular da Mongólia, o desenvolvimento econômico da Mongólia sob controle comunista pode ser dividido em três períodos: 1921-1939; 1940-1960; e 1961 até 1992.

#### Transformação Democrática Geral (1921 - 1939)
Durante o primeiro período, que o governo da Mongólia chamou de estágio de "transformação democrática geral", a economia permaneceu principalmente agrária e subdesenvolvida. 
Após uma tentativa abortiva de coletivizar pastores, o gado permaneceu em mãos privadas. O Estado começou a desenvolver a indústria com base no processamento de produtos de pecuária e cultivo em fazendas estatais. O transporte, as comunicações, o comércio interno e externo e o setor bancário e financeiro foram nacionalizados com a assistência soviética. Toda a economia era controlada pelo Estado e por organizações cooperativas ou empresas mongol-soviéticas. 
A capital, Ulaanbaatar, tornou-se o centro industrial da nação.

#### Construção dos Fundamentos do Socialismo (1940 - 1960)
Durante o segundo período, chamado "construção dos fundamentos do socialismo", a agricultura foi coletivizada, e a indústria foi diversificada em mineração, processamento de madeira e produção de bens de consumo. 
O planejamento central da economia começou em 1931 com um plano abortivo de cinco anos e com planos anuais em 1941.
Os planos quinquenais começaram de novo com o Primeiro Plano Quinquenal (1948-52). Com ajuda técnica e financeira soviética e chinesa (depois de 1949), a Mongólia prosseguiu rumo ao desenvolvimento com a construção da estrada de ferro Transmongol - a estrada de ferro Ulaanbaatar - e vários projetos industriais. Embora o desenvolvimento industrial ainda estivesse concentrado em Ulaanbaatar, a descentralização econômica começou com a conclusão da Estrada de Ferro de Ulaanbaatar e o estabelecimento de fábricas de processamento de alimentos em centros espalhados pelo país.

#### Conclusão da Construção da base material e técnica do Socialismo (1961 - 1992)
A terceira etapa, que o governo chamou de "conclusão da construção da base material e técnica do socialismo", viu uma maior industrialização e crescimento agrícola, auxiliado em grande parte pela adesão da Mongólia ao Conselho de Assistência Econômica Mútua (COMECON) em 1962.
Após a ruptura sino-soviética, a ajuda chinesa cessou. Entretanto houve a continuidade e ampliação da assistência financeira e técnica da União Soviética e dos países da Europa Oriental na forma de créditos, conselheiros e joint ventures. O que permitiu à Mongólia modernizar e diversificar a indústria, particularmente na mineração. 
Novos centros industriais foram construídos em Baganuur, Choibalsan, Darkhan e Erdenet, e a produção industrial aumentou significativamente. 
Embora a criação de animais estivesse estagnada, a produção de culturas aumentou dramaticamente com o desenvolvimento de terras virgens por fazendas estatais.
O comércio externo com as nações do COMECON cresceu substancialmente. Os sistemas de transporte e comunicação foram melhorados, ligando os centros populacionais e industriais e se estendendo a áreas rurais mais remotas. 
No final da década de 1980, a Mongólia se tornou uma economia agrícola-industrial, mas as ineficiências de uma economia centralmente planejada e administrada e o exemplo da Perestroika na União Soviética levaram os líderes da Mongólia a realizar um programa de reforma para uma economia de mercado e sem interferência do Estado em alguns setores da economia.

### Exército do Povo Mongol
O Exército do Povo Mongol (Mongol: Монголын Ардын Арми, ou Монгол Ардын Хувьсгалт Цэрэг) ou Exército Revolucionário Popular da Mongólia foi fundado em 18 de março de 1921 como um exército secundário sob a liderança do Exército Vermelho da URSS, durante a década de 1920 e durante a Segunda Guerra Mundial.
O objetivo militar da Mongólia foi a defesa nacional, a proteção dos estabelecimentos comunistas locais e a colaboração com as forças soviéticas em futuras ações militares contra inimigos externos, até a Revolução Democrática de 1990.
A polícia secreta da Mongólia agia como administradora dos assuntos internos do país e representou o poder real no país, embora sob orientação direta da União Soviética.